# تل أبيض
تل أبيض مدينة سورية تقع في منطقة الجزيرة في شمال البلاد وتُعد إدارياً مركز منطقة تل أبيض التابعة لمحافظة الرقة. تبعد عن مدينة الرقة 100 كم باتجاه الشمال. بلغ عدد سكانها 14,825 نسمة عام 2004، وتتبعها إدارياً ناحيتا سلوك وعين عيسى. موقعها استراتيجي على الحدود السورية التركية وفيها معبر تل أبيض إلى تركيا من طرف بلدة أقجة قلعة (Akçakale). تقع على أحد منابع نهر البليخ (عين العروس). سُمّيت نسبة لتل أثري وإلى الشرق منها صخوره جصية.

## السكان
وفقًا لمصادر متعدّدة، يشكل العرب غالبية السكان في كل من مدينة ومنطقة تل أبيض، مع أقلية كرديّة، تركمانيّة وأرمنيّة. شكّلت الإدارة الذاتية لشمال وشرق سوريا التي سيطرت على المطقة إبّان الحرب الأهلية مجلسًا مدنيًا في المدينة، يتولّى مهمة إدارة المنطقة ويُقال أنه يُمثّل السكّان تمثيلًا عادلًا وفف التكوين العرقي للمدينة. إذ يتألف من 15 شخصًا، عشرةٌ منهم عرب، وثلاثة أكراد، وواحد أرمني وآخر تركماني.
تشير بوابة الإنترنت الكردية التي تتخذ من ألمانيا مقراً لها، إلى أن تل أبيض يسكنها العرب أساسًا، وتقدر أنه في ضواحي تل أبيض، 15٪ من السكان تركمان و 10٪ أكراد فيما الباقي من العرب.

## الموقع
تقع في أرض سهلية خصبة غنية بالينابيع التي تغذي نهر البليخ، ومن الينابيع نبع عين العروس ونبع عين الحصان ونبع صلولع.
جذبت تربتها الخصبة ومياهها الوفيرة وموقعها على طريق القوافل التجارية السكان منذ القديم، وعندما تحولت الطرق التجارية عنها تراجعت وأصبحت بلدة زراعية، ثم عادت أهميتها بعد إنشاء الخط الحديدي لقطار الشرق السريع الذي شطرها إلى قسمين شمالي وقد أصبح داخل الأراضي التركية، وجنوبي داخل الأراضي السورية، وهو الذي يشكل نواة مدينة تل أبيض الحالية التي أخذت تتوسع باتجاه الغرب خلال النصف الأول من القرن الحالي.
في بداية الستينيات أنشئ الحي المسمى بحي التوسع أو تل أبيض الجديدة باتجاه الجنوب. وتشهد المدينة حالياً تطوراً عمرانياً حديثاً، فاق أضعاف ما كان عليه قبل عام 1970، وكذلك أنشأت شبكة من الطرق المعبدة التي تربطها بكافة أطراف المنطقة وبمدينة الرقة وباتجاه طريق الرقة - تل أبيض وعلى جانبيه.

## الاقتصاد
يمارس سكان تل أبيض الأنشطة التجارية والزراعية وبعض الأنشطة الصناعية، وفئة من السكان الزراعة المروية بطريقة البستنة التي تسقى من عين الحصان وصلولع، فوق مساحة تزيد على 200هـ. وهم يعملون على زيادة هذه الرقعة الزراعية، وأهم حاصلاتهم القمح والشعير والذرة والقطن والمشمش والرمان والجوز. تعمل فئة أخرى في التجارة الداخلية في السوق التي تقطع المدينة من شمالها إلى جنوبها ومن شرقها إلى غربها، إضافة لبعض الصناعات والمعامل والمهن الصناعية ولعمل في الورش الميكانيكية والكهربائية لخدمة العمل الزراعي والآلات والمعدات على اختلاف أنواعها، وتتزود المدينة من الينابيع العذبة الكثيرة ومن نهر البليخ.

### السياحة
قبل الحرب الأهلية السورية كانت مدينة تل أبيض مركزا حدوديا دوليا مهما بين سوريا وتركيا، وتشهد حركة ونشاط شبه دائم مما شكل لها نشاطا تجاريا دوليا أيضا، وفي المدينة محطة للرصد الجوي، وكانت تقام العديد من الفعاليات الثقافية والسياحية وفي المدينة مركز ثقافي امتاز بنشاطه في السنوات الأخيرة.
ولكثرة الينابيع والطبيعة الخلابة يقصد المدينة وما حولها الزوار والسياح بقصد الاستجمام، ويعتبر نبع عين العروس مقصدا سياحيا هاما للسياح الذين يقصدون المنطقة ولأهالي الرقة وسكان المنطقة لما يتميز به من جمال الطبيعة والمناظر الخلابة والمظهر الجميل.

### مهرجان تل أبيض
يقام في تل أبيض مهرجان ثقافي وفني كبير مهرجان تل أبيض الثقافي تشارك فية فرق فنية من المنطقة ومختلف مناطق سوريا وفعاليات ثقافية وتقام الكثير من الفعاليات الآدبية والثقافية والفنية على هامش المهرجان وأنشطة منوعة تراثية وفلكلورية.

## مشاهير
- إبراهيم الجرادي - (1951 - 29 سبتمبر 2018) شاعر وناقد أدبي.